# Arctáncoltató
Az arctáncoltatók A Dűne regényekben szereplő teremtmények, melyeket a Bene Tleilax hozott létre.

## Jellemzés
Fel tudják venni mások alakját. Ha beszivárognak valahova, akkor kiszemelnek valakit, akit megölnek és miután felvették az alakját, csak aztán szivárognak be. Hogy teljesebb legyen az álcázás, gyakran emléknyomatot vesznek attól, akit megöltek. A beszivárgásra jó példa az, hogy a Tisztelet Matrónái sorai közé is beférkőztek.
A Szétszóródás után visszatérő arctáncoltatók fejlettebbek, legalábbis a Bene Tleilax ezt állította. A fejlettebb arctáncoltatókat nehezebb volt leleplezni. Ha megérintette őket a halál szele, akkor az eredeti alakjukba visszaváltoztak. Ha meghaltak, akkor mindenképp visszaváltoztak, függetlenül, hogy kinek az alakját vették fel.